# Tod Williams
Tod Culpan Williams (27 de septiembre de 1968) es un director de cine, guionista y productor estadounidense.

## Carrera
Williams nació y se crio en Manhattan, hijo del reconocido arquitecto Tod Williams. Estudió pintura y literatura en el Colegio Bard y en la Universidad de Columbia antes de iniciar estudios en el American Film Institute. El 27 de marzo de 2010 fue escogido para dirigir la película de terror Paranormal Activity 2, reemplazando a Kevin Greutert, primera opción para dirigir la cinta. En 2016 dirigió la adaptación de la novela Cell, de Stephen King. La película no logró la repercusión esperada y fue duramente criticada por la prensa especializada.
Williams estuvo casado con la actriz holandesa Famke Janssen entre 1995 y 2000. Ha estado casado con la actriz Gretchen Mol desde junio de 2004. Su primer hijo, Ptolemy John Williams, nació el 10 de septiembre de 2007. Su hija Winter Morgan Williams nació el 17 de febrero de 2011. Su hermana es la modelo Rachel Williams.

## Filmografía
- The Adventures of Sebastian Cole (1998)
- The Door in the Floor (2004)
- Wings Over the Rockies (2009)
- Paranormal Activity 2 (2010)
- Cell (2016)